# Borysthenes lacteus
Borysthenes lacteus är en insektsart som beskrevs av Tsaur och Lee 1987. Borysthenes lacteus ingår i släktet Borysthenes och familjen kilstritar. Inga underarter finns listade i Catalogue of Life.